# Shanghai Shenxin
Shanghai Shenxin (Chinees: 上海申鑫) was een Chinese voetbalclub uit Shanghai, provincie Shanghai Shì. Tot 2012 heette de club Nanchang Hengyuan. Dat jaar verhuisde de club van Nanchang naar Shanghai. Van 2010 tot en met 2015 maakte de club deel uit van de Super League.

## Geschiedenis
In 2003 werd Shanghai Shenxin onder de naam Shanghai Hengyuan opgericht. In 2004 fuseerde de club met Bayi en verhuisde het naar Nanchang onder de nieuwe naam Nanchang Bayi Hengyuan Football Club. In 2005 werd de club kampioen van het derde niveau en promoveerde het naar de Jia League. Na een tweede plaats in 2009 promoveerde de club naar de Super League. In 2012 verhuisde de club terug naar Shanghai en kreeg het haar huidige naam. In 2015 degradeerde de club. Hierna kampte de club met financiële problemen en werd op 3 februari 2020 opgeheven.